# Slaget vid Ijo
Slaget vid Ijo var ett slag under Hattarnas ryska krig. Slaget stod mellan svenska och ryska styrkor den 12 april 1743 vid Ijo.

## Bakgrund
Efter svåra motgångar för Sverige i kriget under åren 1741 och 1742 utlades det år 1743 planer på hur Finland skulle återerövras. Under påskveckan planerades det att det finska folket skulle revoltera mot de ryska styrkorna medan en svensk kår i söder skulle erövra Åland och en andra kår i norr under befäl av Christoffer Freidenfelt skulle anfalla Österbotten. Under början av april samlades flera ryska styrkor för att anfalla Freidenfelts kår vid Torneå, men det var Freidenfelt som först inledde en offensiv och då det ryktades att hans kår var mycket större, flydde de ryska styrkorna undan honom ner mot Uleåborg.

## Slaget
Efter att ha erövrat de norra delarna av Österbotten utan strid framkom Freidenfelt den 12 april till Ijo. Där överraskade han en rysk styrka om 200 kosacker, vilka besegrades och retirerade samt lämnade bakom sig viktiga förråd bestående av 25 518 kilo hö.

## Följder
Efter segern fortgick den svenska offensiven söderut genom Haukipudas och Kello, 2 mil norr om Uleåborg. Vid sistnämnda ort stannade svenskarna som ett resultat av islossning i älvarna och Freidenfelt återvände då samtidigt till Umeå genom Torneå för att hämta förstärkningar om 100 man ur Västerbottens Regemente och 200 man ur Hälsinge Regemente. Dock drunknade han med dessa mellan Umeå och Kello, efter vilket offensiven avbröts.